# 金海大学站
金海大學站（：／ Gimhaedaehak yeok */?）是釜山－金海輕軌沿線的一座高架車站，位於韓國慶尚南道金海市安洞，韓語副站名為「安洞」。本站雖以金海大學命名，但距離該校約3.7公里，需轉乘其他大眾運輸工具。

## 車站結構
站體為2面2線側式月台的高架車站，候車月台設有月台幕門，並有2處出口。

### 月台配置
| 池內 ↑   |
| \| 上    |
| ↓ 仁濟大 |

| 月台 | 路線              | 目的地     |
| ---- | ----------------- | ---------- |
| 上行 | ●釜山－金海轻电铁 | 沙上方向   |
| 下行 | ●釜山－金海轻电铁 | 加耶大方向 |

## 歷史
- 2011年9月16日：落成啟用。

## 車站周邊
- 韓國煤氣安全公社（朝鲜语：한국가스안전공사）
- 慶南銀行池内洞分行
- 新語橋

## 相鄰車站
釜山-金海輕電鐵
●釜山－金海轻电铁
池內（11）－金海大學（12）－仁濟大（13）